# NGC 3607
NGC 3607 is een elliptisch sterrenstelsel in het sterrenbeeld Leeuw. Het hemelobject ligt 70 miljoen lichtjaar van de Aarde verwijderd en werd op 14 maart 1784 ontdekt door de Duits-Britse astronoom William Herschel.

## Synoniemen
- GC 2358
- H 2.50
- h 845
- MCG +3-29-20
- PGC 34426
- UGC 6297
- ZWG 96.21